# Покровская суббота
Покро́вская суббо́та — в русском народном календаре день поминовения усопших, родительская суббота перед днём Покрова (1 (14) октября). 

## Описание
В Русской православной церкви установление Покровской родительской субботы связывается с указом патриарха Иова от 25 февраля 1592 года архиепископу Казанскому Ермогену. Указ предписывал ежегодное поминовение православных воинов, павших при взятии Казани на Покров Пресвятой Богородицы 1552 года.
В Русской православной церкви традиция поминовения усопших и посещения кладбищ в субботу перед праздником Покрова распространена в ограниченном ареале — на территориях епархий в Поволжье, Прикамье, Урале и Сибири, вошедших в состав России после 1552 года. В настоящее время Покровская родительская суббота совершается в Казанской, Вятской, Ижевской и Екатеринбургской епархиях. Если Покровская родительская суббота совпадает с днём преставления апостола Иоанна Богослова, то панихида переносится с субботы на воскресенье.
В русской народной традиции Покровскую субботу считали родительской (поминальной), хотя и не такой важной и обязательной, как Дмитриевская. У белорусов в этот день местами отмечают «Покровские деды». Празднование обычно начиналось с пятницы, когда подавали постный ужин и начинали приготовления к субботней обильной трапезе; реже эти обряды совершались в субботу вечером и в воскресенье утром. На Севере Руси ещё в конце XIX века последнее осеннее поминовение, как остаток древней практики, совершалось именно в Покровскую субботу, а не в Дмитриевскую.
Литургист епископ Афанасий (Сахаров) писал, что в древности в некоторых местах погребения «на убогих домах» поминовение усопших проводилось не только в четверг перед днём Святой Троицы, но и перед праздником Покрова Пресвятой Богородицы.
В Заонежье Покров день считался «днём окончательной постановки скота в стойла», причём этому предшествовало забивание части животных на мясо. Окончание периода выпаса приурочивалось к Покрову и в Белозерском крае (Вологодчина), правда, на деле реальный срок начала содержания домашнего скота в закрытых помещениях мог сдвигаться в зависимости от погоды. Однако ритуал, фиксирующий этот важный момент в домашнем скотоводстве, совершался именно в Покров (кое-где в Покровскую субботу).
У бесермян, заимствовавших многие черты народного календаря русских Вятской губернии, Покровская суббота была последним поминальным днем в году. На кладбище приносили выпечку из муки нового урожая и прощались с умершими до весны. Нередко к этому дню был приурочен «осенний праздник» «нового хлеба» и жертвоприношение барана в хлеву в честь Хозяина двора.

## Поговорки и приметы
- Покровская суббота наголе, и Дмитриевская наголе (перм.)[10]
- Если Покровская суббота без снега, то и Дмитриевская без снега (верхневыч. коми Пӧкрев субет ке кушен воас, и Митрей субет кушен воас)[11]